# Lycoming T55
Lycoming T55 (tovární označení LTC-4) je turbohřídelový motor užívaný od 50. let 20. století k pohonu amerických vrtulníků, a (v turbovrtulové verzi) některých  letounů. Motor byl původně zkonstruován u Lycoming Turbine Engine Division ve Stratfordu v Connecticutu jako zvětšená verze jejího motoru T53, a současným výrobcem obou typů je společnost Honeywell Aerospace. V současnosti vyráběné verze motoru dosahují až trojnásobného výkonu oproti variantám z doby vzniku, dosaženého díky zvýšení průtoku vzduchu, stupně stlačení a vstupních teplot turbíny.
T55 je také jádrem turbodmychadlového motoru Lycoming ALF 502.

## Varianty
LTC4A-1
Verze o výkonu 1 651 eshp (1 232 kW)
LTC4B-1
LTC4B-7
Firemní označení pro verzi L-5
LTC4B-8
Firemní označení pro verzi L-7
LTC4B-8D
Verze o výkonu 2 970 shp (2 216 kW)
LTC4B-11
Verze podobná L-7 s dvoustupňovou vysokotlakou turbínou
LTC4B-12
Verze o výkonu 4 600 shp (3 432 kW)
LTC4G-3
Firemní označení pro L-9
LTC4G-4
LTC4K
Verze s devítistupňovým kompresorem
LTC4K-2
LTC4M-1
T5508D
Verze o výkonu 2 930 shp (2 186 kW) – komerční verze LTC4-8D
AL551
Verze s výkonem 24 200 shp (3 133 kW)
T55-L-1
T55-L-5
Verze o výkonu 2 200 shp (1 641 kW)
T55-L-7
Verze o výkonu 2 650 shp (1 977 kW)
T55-L-9
Verze o výkonu 2 595 eshp (1 936 kW)
T55-L-11
Verze o výkonu 3 750 shp (2 798 kW)
T55-L-712
Verze o výkonu 3 750 shp (2 798 kW)
T55-L-714
Verze o výkonu 4 110 shp (3 066 kW)
T55-L-714A
4 867 shp (3 631 kW)
T55-GA-715
Vyvíjená verze se stavitelnými lopatkami o výkonu až 6 500 shp (4 849 kW)
PLF1A-2
Turbodmychadlový motor s jádrem tvořeným sedmistupňovým kompresorem z T55
PLF1B-2
Turbodmychadlový motor s jádrem tvořeným devítistupňovým kompresorem z LTC4K

## Použití
- Bell 214
- Bell 309 (1 ze 2 prototypů)
- Boeing CH-47 Chinook
- Boeing Model 360
- Boeing RC-135 - T55 instalován ve verzi RC-135E jako auxiliary power unit dodávající elektrický proud jejímu přehledovému radaru s elektronickou změnou fáze.
- Curtiss-Wright X-19
- North American YAT-28E Trojan (jen prototyp)
- Piper PA-48 Enforcer
- H1 Unlimited (třída vodních kluzáků)
- Sikorsky–Boeing SB-1 Defiant[4]

## Specifikace (T55-L-714A)
Údaje podle

### Technické údaje
- Typ: turbohřídelový motor s volnou turbínou
- Délka: 1 196,3 mm (47,1 palce)
- Průměr: 615,9 mm (24,3 palce)
- Suchá hmotnost: 377 kg (831 lb)

### Součásti
- Kompresor: sedmistupňový axiální kompresor, jednostupňový radiální
- Spalovací komora: prstencová s obráceným průtokem plynů
- Turbína: dvoustupňová vysokotlaká, dvoustupňová nízkotlaká

### Výkony
- Maximální výkon: 3 631 kW (4 867 shp)
- Stupeň stlačení: 9,32:1[6]
- Teplota na vstupu turbíny: 815 °C
- Měrná spotřeba paliva: 0,5 lb/hp/h
- Poměr výkon/hmotnost: 5,8568 shp/lb